# Pinang Sori (plaats)
Pinang Sori is een bestuurslaag in het regentschap Tapanuli Tengah van de provincie Noord-Sumatra, Indonesië. Pinang Sori telt 8560 inwoners (volkstelling 2010).